# Rolls-Royce Camargue
Pour les articles homonymes, voir Camargue (homonymie).

La Rolls-Royce Camargue est un coupé deux-portes produit par Rolls-Royce de 1975 à 1986 à 531 exemplaires. Lancée en mars 1975, la carrosserie de la Camargue, construite à Londres par le carrossier Mulliner Park Ward, a été créée par le designer Paolo Martin chez Pininfarina. Les premières ébauches de style datent de 1969 et elles reprennent les lignes d'un prototype de Mercedes 300 SEL dessiné par Pininfarina mais refusé par la marque allemande. La Camargue est la première Rolls-Royce d'après-guerre à ne pas avoir sa carrosserie créée en interne par Rolls-Royce. 
Le nom de la voiture provient de la région du sud de la France, la Camargue.
Les ventes étant décevantes, la production Bentley est annulée (1 seul exemplaire produit) et les Camargue à calandre Bentley sont bien des Rolls-Royce pour lesquelles leur propriétaire a acheté une pièce détachée Bentley.